# Jean-Marc Moura
Pour les articles homonymes, voir Moura (homonymie).
Jean-Marc Moura est un professeur de littérature et un écrivain français.

## Biographie
Jean-Marc Moura, né en 1956 à Montreuil-sous-Bois, est professeur de littératures francophones et de littérature comparée à l’université Paris-Nanterre. Spécialiste de l'exotisme et de l'humour littéraire, il a par ailleurs contribué à l'introduction des théories postcoloniales dans le domaine francophone.
Il a suivi des études de littérature française, de littérature comparée et de littératures de langue anglaise à l’université Sorbonne-Nouvelle. Agrégé de lettres modernes (1981), il a enseigné en collège et en lycée à Sartrouville (Yvelines) et à Chauny (Aisne), avant de partir en Thaïlande, où il résida quelques années, à Bangkok. Il a soutenu une thèse de littérature comparée sur "L’image du tiers monde dans la littérature française contemporaine" à l’Université de Paris III-Sorbonne-Nouvelle en 1987.
Il a été élu maître de conférences en littérature comparée à l’université de Strasbourg II en 1991, puis à l’université de Paris III-Sorbonne-Nouvelle en 1994, où il obtient une habilitation à diriger des recherches en Littérature Générale et Comparée (1996). Il devient professeur de littérature comparée à l’université Charles-de-Gaulle-Lille III en 1996, puis rejoint l’université Paris-Nanterre en 2008, où il co-dirige avec Dominique Viart l’Observatoire des Écritures Françaises et Francophones Contemporaines.
Depuis 2013, il dirige la série « Littérature et mondialisation » (collection Perspectives comparatistes) aux Éditions Classiques-Garnier, et co-dirige, avec Dominique Combe, la collection Bibliothèques francophones chez le même éditeur.

### Enseignant-chercheur
Jean-Marc Moura travaille dans le domaine de la littérature générale et comparée et dans celui des littératures dites « francophones ». Il a donné plusieurs contributions pédagogiques et théoriques au comparatisme littéraire : Le Commentaire de Littérature Générale et Comparée (avec Pierre Brunel), La Dissertation et le Commentaire de Littérature Comparée (avec Pierre Brunel), ainsi que Le Comparatisme aujourd’hui (avec Sylvie Ballestra-Puech). 

#### Imagologie et étude de l'exotisme
Il a d’abord mené des recherches en imagologie littéraire, l’étude des images de l’étranger dans la littérature, l’un des domaines les plus anciens de la littérature comparée. Sa thèse sur "L’image du tiers monde dans le roman français", sous la direction du Professeur Daniel-Henri Pageaux, s’intéressait au concept de tiers monde (expression créée en français dans les années 1950, avant de passer dans de nombreuses langues) et aux prismes à travers lesquels la culture française a perçu cette altérité. L’étude est développée dans L’image du tiers monde dans le roman français contemporain (1992). Il a ensuite poursuivi des recherches sur l’exotisme littéraire. Lire l’exotisme (1992), ouvrage critique et anthologique, analyse la rêverie sur les ailleurs lointains, courant dans la littérature française depuis le Moyen Âge jusqu’à nos jours. La Littérature des lointains. Histoire de l’exotisme européen au XXe siècle (1998) est la première étude d’ensemble de la fiction exotique européenne (en l’occurrence, l’Europe des grandes puissances coloniales) au XXe siècle,. Il a développé son étude de la littérature exotique dans de nombreux articles et dans plusieurs ouvrages collectifs qu’il a dirigés, notamment Le Nord, latitudes imaginaires (avec Monique Dubar, 2001), Crise fin-de-siècle et tentation de l’exotisme (avec Guy Ducrey, 200), Littératures européennes et mythologies lointaines (avec Véronique Gély, Joëlle Prungnaud et Evanghelia Stead, 2006).

#### Littératures francophones, études postcoloniales
Il a poursuivi des recherches sur les littératures francophones et les littératures postcoloniales, s’interrogeant d’abord sur les relations de l’Europe aux ailleurs ex-colonisés (L’Europe littéraire et l’ailleurs, 1998), Dans Littératures francophones et théorie postcoloniale, ouvrage régulièrement réédité et réactualisé depuis 1999, il a dessiné à partir de quatre perspectives complémentaires –histoire littéraire, analyse du discours, études culturelles et poétique--, les grands axes d’un recherche francophone postcoloniale. Exotisme et lettres francophones (2003) vise à marquer l’importance et la solidarité des deux modes majeurs de la diversité culturelle dans les littératures de langue française. Les Études littéraires francophones : état des lieux (avec Lieven D’Hulst, 2003) permet de donner un point clair et pluriel sur un domaine des études littéraires en plein développement. Il a poursuivi cette étude dans plusieurs ouvrages collectifs qu’il a dirigés, notamment Littératures postcoloniales et  francophonie (avec Jean Bessière, 2001), Interprétations postcoloniales et mondialisation. Littératures de langues allemande, anglaise, espagnole, française, italienne et portugaise (avec F. Aubès, S. Contarini, I. Muzart Fonseca dos Santos, L. Quaquarelli, K. Schubert, 2014) et Penser la différence culturelle du colonial au mondial. Une anthologie transculturelle (avec Silvia Contarini et Claire Joubert, 2019).

#### Histoire littéraire transatlantique
L’étude de réseaux culturels et littéraires trans-océaniques lui a permis de développer ces analyses postcoloniales, ouvrant ainsi à une histoire littéraire transatlantique, notamment dans L’Atlantique littéraire. Perspectives théoriques sur la construction d’un espace translinguistique (avec Véronique Porra, 2015) ; L’histoire des lettres transatlantiques : les relations littéraires entre Afrique et Amériques (avec Yves Clavaron, 2017) ; Vers une histoire littéraire transatlantique (avec Jean-Claude Laborie et Sylvie Parizet, 2018) ; L'Atlantique littéraire au féminin. Approches comparatistes, XXe – XXIe siècles (avec Chloé Chaudet et Stefania Cubeddu-Proux, 2020).

#### L'humour littéraire
Il a également mené des recherches sur l’humour en littérature présentées dans de nombreux articles et conférences,. Au carrefour de l’histoire des idées et des études littéraires et culturelles, Le Sens littéraire de l’humour (2010) aborde l’histoire et la poétique des textes humoristiques dans les littératures occidentales (allemande, anglaise, espagnole, française et portugaise notamment). Il s’agit ainsi d’éclairer les différentes significations attachées à la notion d’humour, notamment en distinguant trois grands types de textes pour rire, le comique, le satirique et l’humoristique, aux poétiques et aux effets très distincts.

### Romancier
Jean-Marc Moura a publié Une légende de Bangkok en 1986, livre remarqué par le jury du prix Renaudot. Gandara, variation sur le mythe littéraire de Shangri-La, initié par James Hilton, est paru en 2000. La Musique des illusions, roman sur les mystères et les sortilèges de la voix humaine, est publié en 2014, et a figuré dans la sélection finale du prix Renaudot. La Guerre insaisissable, revenant sur la catastrophe de la grippe espagnole au début du XXe siècle, a paru en 2018.

### Distinctions
2003 : prix Gay-Lussac Humboldt de la Fondation allemande Alexander von Humboldt
2011-2012 : Fellow de l'Institut des Études Avancées (VLAC) de l'Académie Royale Flamande de Belgique, Bruxelles
Depuis 2012 : membre de l’Institut universitaire de France ; il y a développé un projet international sur l'histoire des littératures transatlantiques en langues européennes, et, depuis 2018, travaille en parallèle à une histoire des littératures francophones du Sud mondial. Il s'agit d'aborder les littératures dites francophones comme l’un des grands ensembles littéraires contemporains dans une langue européenne et de les présenter dans leurs relations à leurs homologues, situées au Nord comme au Sud, singulièrement les lettres anglophones, hispanophones, lusophones, néerlandophones.
Depuis 2013 : membre de l'Academia Europaea

## Œuvres

### Romans
- Une légende de Bangkok, Paris, Albin Michel, 1986, 299 p.  (ISBN 2-226-02801-3)
- Gandara, Paris, Éditions Phébus, coll. « D’Aujourd’hui », 2000, 262 p.  (ISBN 2-85940-618-2)
- La Musique des illusions, Paris, Albin Michel, coll. « Romans français », 2014, 376 p.  (ISBN 978-2-226-25804-5)
- La Guerre insaisissable, Paris, Jean-Claude Lattès, 2018, 300 p.  (ISBN 978-2709661652)

### Essais
- L’Image du Tiers-Monde dans le roman français de 1968 à 1980, Paris, Presses Universitaires de France, coll. « Écriture », 1992, 317 p.  (ISBN 2-13-044164-5)
- Lire l’exotisme, Paris, Éditions Dunod, 1992, 238 p.  (ISBN 2-10-000091-8)
- La Littérature des lointains. Histoire de l’exotisme européen au XXe siècle, Paris, Éditions Honoré Champion, 1998, 482 p.  (ISBN 2-85203-821-8)[18]
- Le Commentaire de littérature générale et comparée, avec Pierre Brunel, Paris, Éditions Armand Colin, coll. « U. Série Lettres », 1998, 291 p.  (ISBN 2-200-21881-8)
- L’Europe littéraire et l'ailleurs, Paris, Presses Universitaires de France, coll. « Littératures européennes », 1998, 200 p.  (ISBN 2-130-49312-2)
- Les Études littéraires francophones: état des lieux, avec Lieven D'Hulst, Lille, Université de Lille 3, coll. « UL3 Travaux et recherches », 2003, 292 p.  (ISBN 2-84467-052-0)
- Exotisme et lettres francophones, Paris, Presses Universitaires de France, coll. « Écriture », 2003, 222 p.  (ISBN 2-130-51637-8)
- Le Sens littéraire de l’humour, Paris, Presses Universitaires de France, 2010, 311 p.  (ISBN 978-2-13-058074-4)
- Littératures francophones et théorie postcoloniale (1999), Paris, Presses Universitaires de France, coll. « Quadrige. Manuels », 2019, 230 p.  (ISBN 978-2130818441)[19],[20]

En collaboration
- avec Pierre Brunel : Le Commentaire de Littérature générale et comparée, Armand Colin, coll. « U Lettres », 1998, 220 p.  (ISBN 978-2200218812)
- avec Pierre Brunel : Le Commentaire et la dissertation de Littérature comparée, Armand Colin, coll. « Cursus », 2014, 256 p.  (ISBN 978-2200291266)

Direction d’ouvrages
- Littératures postcoloniales et représentations de l’ailleurs. Afrique, Caraïbe, Canada, avec Jean Bessière, Paris, Honoré Champion, coll. « Varia », 1999, 196 p.  (ISBN 978-2745300355)
- Le Comparatisme aujourd’hui, avec Sylvie Ballestra-Puech, Lille, P.U.L., 1999, 300 p.  (ISBN 978-2844670076)
- Littératures postcoloniales et francophonie, avec Jean Bessière, Paris, Honoré Champion, 2001, 208 p.  (ISBN 978-2745302816)
- Le Nord, latitudes imaginaires. Actes du XXIXe Congrès de la Société Française de Littérature Générale et Comparée, avec Monique Dubar, Lille, P.U.L., 2001, 490 p.  (ISBN 978-2844670229)
- Crise fin-de-siècle et tentation de l'exotisme, avec Guy Ducrey, Lille, UL3, 2002, 242 p.  (ISBN 978-2844670380)
- Les Études littéraires francophones : état des lieux, avec Lieven D'Hulst, Lille, Université de Lille 3, coll. « UL3 Travaux et     recherches », 2003, 292 p.  (ISBN 2-84467-052-0)
- Littératures européennes et mythologies lointaines, avec V. Gély, J. Prungnaud, E. Stead, Lille, UL3, 2006, 300 p.  (ISBN 978-2844670809)
- Interfaces caribéennes/Caribbean Interfaces, avec Lieven D’Hulst, Amsterdam, Rodopi, 2007
- Les Empires de l’Atlantique, avec Yves Clavaron, Bécherel, Ed. Les Perséides, 2012, 294 p.  (ISBN 978-2915596786)
- Espace méditerranéen : écriture de l’exil, migrances et discours postcolonial, avec Vassilki Lalagianni, Amsterdam, Rodopi, 2013, 208 p.  (ISBN 978-9042037878)
- Interprétations postcoloniales et mondialisation. Littératures de langues allemande, anglaise, espagnole, française, italienne et portugaise, avec F. Aubès, S. Contarini, I. Muzart Fonseca dos Santos, L. Quaquarelli, K. Schubert, New York, Peter Lang, 2014, 258 p.  (ISBN 978-3034315975)
- L’Atlantique littéraire. Perspectives théoriques sur la construction d’un espace translinguistique, avec Véronique Porra, Hildesheim, Olms Verlag, 2015
- L’histoire des lettres transatlantiques : les relations littéraires entre Afrique et Amériques, avec Yves Clavaron, Bécherel, Ed. Les Perséides, 2017, 163 p.  (ISBN 978-2371250246)
- Vers une histoire littéraire transatlantique, avec Jean-Claude Laborie et Sylvie Parizet, Classiques-Garnier, 2018, 344 p.  (ISBN 978-2406077459)
- Penser la différence culturelle du colonial au mondial. Une anthologie transculturelle, avec Silvia Contarini et Claire Joubert, Paris, Mimesis, coll. « Altera », 2019, 350 p.  (ISBN 978-8869761546)
- L'Atlantique littéraire au féminin. Approches comparatistes (XXe – XXIe siècles), avec Chloé Chaudet et Stefania Cubeddu-Proux, Clermont-Ferrand, Presses universitaires Blaise Pascal, coll. « Littératures », 2020, 276 p. (ISBN 978-2-84516-943-2)

Direction de numéros de revues
- « Relire les comparatistes », avec Pierre Brunel, Revue de Littérature Comparée 4-2000
- « Penser et représenter l’Extrême-Orient », avec Muriel Détrie, Revue de Littérature Comparée 2-2001
- « Boundaries and Limits of Postcolonialism: Anglophone, Francophone, Global », avec Alec Hargreaves, International Journal of Francophone Studies, 10-3, mai 2008
- « Les Lettres francophones, hispanophones, lusophones et la notion de latinité », avec Camille Dumoulié, Silène, Paris-Ouest-Nanterre-La Défense, 2011
- « Quand la littérature fait savoir. Les études francophones », avec Adelaide Russo, Revue des Sciences Humaines, 330, 2018  (ISBN 978-2913761773)
- « L’ailleurs par temps de mondialisation », avec Charles Forsdick et Anna Louise Milne, Fixxion, 16, 2018 (en ligne)
- « Circulations transatlantiques des avant-gardes littéraires », avec Anne Tomiche, Revue de Littérature Comparée, avril-juin 2018
- Dossier « Carrefours. À propos des croisements entre études mémorielles, postcoloniales et de genre / At the crossroads of memory, postcolonial and gender studies », avec Chloé Chaudet et Philippe Mesnard, Mémoires en jeu, n°10, avril 2020.